# ガムゼ・クルチ
ガムゼ・クルチ（Gamze Kılıç, 旧姓：アリカヤ、1993年1月1日 - ）は、トルコの女子バレーボール選手である。元トルコ代表。

## 来歴

### クラブチーム
イスタンブール出身。2010年、ガラタサライに入団。8年間在籍し、正セッターとして活躍。2012/13シーズンのトルコリーグで3位、欧州チャンピオンズリーグでは4位となった。2016/17シーズンのトルコリーグではチームを準優勝へ導き、自身はベストセッター賞を受賞した。2018年5月、エジザージュバシュへの移籍が発表され、2018/19シーズンのトルコカップで優勝、トルコリーグでは準優勝、世界クラブ選手権で銅メダルを獲得した。2020年5月に同チームを退団した。産休を経て、2021年4月に古巣のガラタサライへの復帰が発表され、2年間プレーした。2023年6月、クゼイボルと契約し、2023/24シーズンのトルコリーグではチームを過去最高の5位へ導いた。

### 代表チーム
アンダーカテゴリーの代表として、2009年、U-18世界選手権に出場し4位となった。2010年、U-20欧州選手権に出場し5位となった。2013年、U-23世界選手権に出場し5位となった。2014年、シニア代表に初選出され、ワールドグランプリに出場した。2017年に代表復帰し、同年の欧州選手権では銅メダルを獲得した。2018年、ネーションズリーグに出場し銀メダルを獲得した。

## 人物
2018年にバレーボール選手のラマザン・セルカン・クルチと結婚した。

## 球歴
- ネーションズリーグ - 2018年
- ワールドグランプリ - 2014年、2017年
- 欧州選手権 - 2017年

## 受賞歴
- 2017年 - 2016/17トルコリーグ ベストセッター賞

## 所属クラブ
- ガラタサライ（2010-2018年）
- エジザージュバシュ（2018-2020年）
- ガラタサライ（2021-2023年）
- クゼイボル（2023年-）